# Zeidelweidebach
Der Zeidelweidebach ist ein Fließgewässer in der sächsischen Kleinstadt Adorf/Vogtl. im Vogtlandkreis.

## Lage
Der linke, etwa 2,2 km lange Nebenfluss der Weißen Elster hat seine Quelle östlich der Grenze zu Tschechien in der Nähe des Bodendenkmals Altes Schloss Schönfeld. Von dort aus durchfließt der Bach in östlicher Richtung das Zeidelweidetal des Naturschutzgebietes Zeidelweide und Pfaffenloh. Er mündet westlich der B 92 am westlichen Ortsrand von Mühlhausen/Vogtland, einem Ortsteil von Bad Elster, in die Weiße Elster.

## Herkunft des Namens
Der Name Zeidelweidebach weist auf eine alte Nutzungsart des von Wald bestandenen gut begehbaren Bachtales hin.  Eine Zeidelweide war ein Waldstück, in dem der Zeidler von wild lebenden Bienen Honig und Bienenwachs gewann.

## Sehens- und Wissenswertes

### Das Alte Schloss Schönfeld
Hier befand sich eine Wasserburg, die wahrscheinlich im Zusammenhang mit der Besiedlung im 12. Jahrhundert entstanden ist. Heute finden wir dort eine Insel inmitten eines Grabens, der mit Wasser gefüllt und von einem ringförmigen Wall umgeben ist.